# Abaújalpár
Abaújalpár ist eine ungarische Gemeinde im Kreis Gönc im Komitat Borsod-Abaúj-Zemplén.

## Geografische Lage
Abaújalpár liegt in Nordungarn, 40 km nordöstlich des Komitatssitzes Miskolc und 19 Kilometer südlich der Kreisstadt Gönc. Nachbargemeinden sind Boldogkőújfalu, Abaújkér und Sima. Die nächste Stadt Abaújszántó befindet sich 5 Kilometer südwestlich.

## Geschichte
Im Jahr 1907 gab es in der damaligen Kleingemeinde 205 Häuser und 1040 Einwohner auf einer Fläche von 3366 Katastraljochen. Sie gehörte zu dieser Zeit zum Bezirk Göncz im Komitat Abaúj-Torna.

## Sehenswürdigkeiten
- Reformierte Kirche, erbaut im 15. Jahrhundert

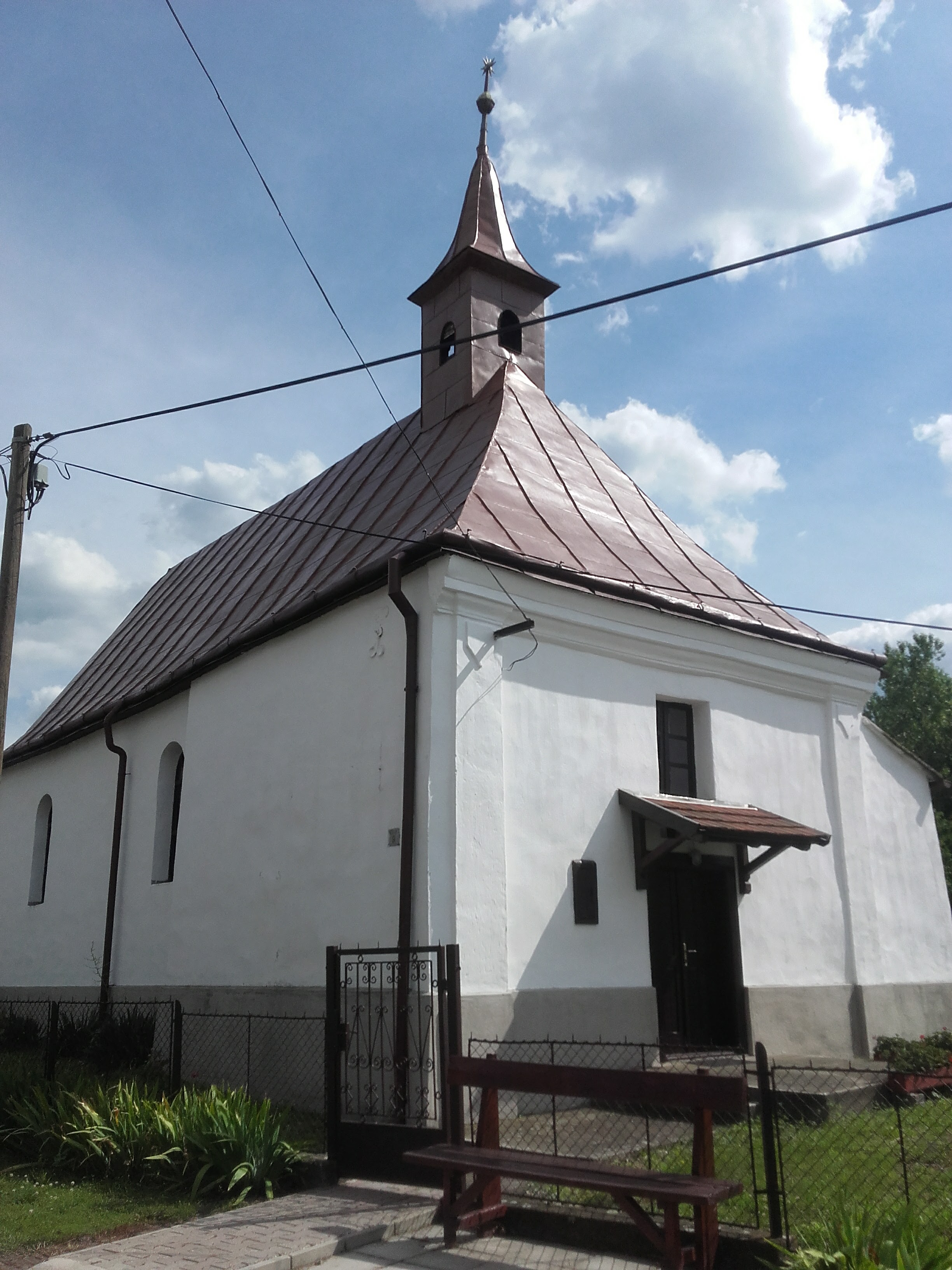
Reformierte Kirche

## Verkehr
Westlich des Ortes verläuft die Landstraße Nr. 3714. Der nächstgelegene Bahnhof befindet sich drei Kilometer westlich in Abaújkér.